# محمد علي التسخيري
آية الله محمد علي التسخيري (1944 النجف - 18 أغسطس 2020) هو سياسي، ورجل دين شيعي، وأستاذ جامعي، وكاتب، وقاضي عراقي-إيراني، ينحدر والده علي أكبر التسخيري من منطقة مازندران بشمال إيران.
وهو الأمين العام السابق لـ المجمع العالمي للتقريب بين المذاهب الإسلامية. وهو يعد من الشخصيات الإسلامية الداعية للتوفيق بين السنة والشيعة ومناهضة التكفير داخل إطار العالم الإسلامي بمذاهبه المتعددة

## مسيرته العلمية
- درس المرحلة الابتدائية والإعدادية في مدينة النجف
- واصل فيها دراسته الأكاديمية في كلية الفقه بالنجف وحصل منها على شهادة لليسانس في العلوم العربية والفقه الإسلامي.
- تلقى الدروس الحوزوية في النجف حتى بلغ مرحلة البحث الخارج
- واصل دراسته الحوزوية في قم بإيران مدة عشر سنوات
- قام بتدريس العلوم الحوزوية في قم والعلوم العربية والإسلامية في عدد من الجامعات والمراكز العلمية في مختلف إيران.

## أساتذته
درس المعارف الإسلامية حتى بلغ مرحلة البحث الخارج في النجف، و كان ذلك بإشراف:
- محمد باقر الصدر.
- أبو القاسم الخوئي.
- محمد تقي الحكيم.
- جواد التبريزي.
- كاظم التبريزي.
- محمد رجائي.
- صدر الدين البادكوبي.

أما أساتذته في الأدب العربي و الشعر:
- محمد صالح الدجيلي
- محمود الدجيلي
- هادي فياض
- محمد رضا المظفر
- محمد جواد الغبان
- عبد المهدي مطر
- محمد أمين زين الدين.

أما في قم:
- السيد الگلپايگاني
- حسين وحيد الخراساني
- هاشم الآملي
- مجتبي اللنكراني.[4]

## المحاضرات والندوات
- شارك بمقالة في الدورة الأولى من المؤتمر الدولي للفقه والقانون الذي انعقد في مدينة قم عام 2012م.[5]

## الأبحاث العلمية
هناك عشرات الكتب والمقالات ألّفها آیه الله التسخیري ومنها:
| الرديف | اسم الكتاب                                                 | اللغة      | الترجمة الى                            | المجلدات |
| 1      | مع بعض المؤتمرات السياسية لوزراء الخارجية                  | العربية    | -                                      | 1        |
| 2      | الاقتصاد الاسلامي دروس في المذهب وتأصيل للمسائل المستحدثة  | العربية    | الفارسية                               | 2        |
| 3      | الاقليات الاسلامية وعلاقاتها بمجتمعاتها                    | العربية    | الفارسية                               | 1        |
| 4      | رسالتنا تقريب الفكر وتوحيد العمل                           | العربية    | الفارسية                               | 1        |
| 5      | الحوار مع الذات والاخر                                     | العربية    | الفارسية                               | 1        |
| 6      | حول الوحدة                                                 | العربية    | الفارسية                               | 1        |
| 7      | صلاة الجمعة في الروايات المشتركة بين الشيعة والسنة         | مشترك عربي | الفارسية مالايو أردية                  | 1        |
| 8      | الحج في الروايات المشتركة بين الشيعة والسنة                | العربية    | الفارسية أردية                         | 3        |
| 9      | الصوم في الروايات المشتركة بين الشيعة والسنة               | العربية    | الفارسية أردية                         | 3        |
| 10     | حول الدستور الاسلامي الايراني                              | العربية    | الفارسية التركية الإستامبولية الفرنسية | 1        |
| 11     | حول الصحوة الاسلامية                                       | العربية    | الفارسية                               | 1        |
| 12     | حقوق الانسان بين الاعلانين العالمي والاسلامي               | العربية    | الفارسية الإنجليزية                    | 1        |
| 13     | مع مؤتمرات مجمع الفقه الاسلامی1-6                          | العربية    | -                                      | 6        |
| 14     | المؤتمر الدولي للسکان والتنمية                             | العربية    | -                                      | 1        |
| 15     | المختصر المفيد في تفسير القرآن المجيد                      | العربية    | -                                      | 3        |
| 16     | في الطريق الی التوحيد الالهي                               | العربية    | -                                      | 1        |
| 17     | بحث حول المهدي مقدمة كتاب مرحوم شهيد صدر                   | العربية    | -                                      | 1        |
| 18     | الدولة الاسلامية .. دراسات في وظائفها السياسية والاقتصادية | العربية    | -                                      | 1        |
| 19     | حول كتاب الآيات الشيطانية                                  | العربية    | -                                      | 1        |
| 20     | المرجعية العلمية لأهل البيت                                | العربية    | الفارسية                               | 1        |
| 21     | ملتقيات الفكر الاسلامي في الجزائر                          | العربية    | -                                      | 1        |
| 22     | من الظواهر العامة في الاسلام                               | العربية    | -                                      | 1        |
| 23     | حول الشيعة والمرجعية يا ماضي المرجعية وحاضرها              | العربية    | -                                      | 1        |
| 24     | لمحات من حياة بعض الشخصيات التقريبية                       | العربية    | -                                      | 1        |
| 25     | رأي الاسلام في السلام المفروض                              | العربية    | عدة لغات                               | 1        |
| 26     | من حياة اهل البيت(ع)                                       | العربية    | -                                      | 1        |
| 27     | اوراق وأعماق «الشفق والوهب» (ديوان شعر)                    | العربية    | -                                      | 1        |
| 28     | بوادر المدرسة التقريبية في اصول الفقه                      | العربية    | -                                      | 1        |
| 29     | حول القرآن                                                 | العربية    | -                                      | 1        |
| 30     | كراسات أخرى                                                |            |                                        |          |
| 31     | بحوث فقهیة في القضایا المعاصرة (3 مجلدات)                  | العربية    |                                        |          |

## الوفاة
توفي التسخيري في طهران بسبب نوبة قلبية عام 2020م عن عمر يناهز 76.

## وصلات خارجية
- في معجم البابطين